# Sia bor på Kilimandjaro
Sia bor på Kilimandjaro är en barnbok från 1958, skriven av Astrid Lindgren, med fotografier av Anna Riwkin-Brick.

## Handling
Boken handlar om ett litet barn som vill besöka kungen, men får höra att hon inte kan, eftersom hon är en flicka.

## Utgivning
Boken översattes även till engelska ("Sia lives on Kilimanjaro"), där den publicerades 1959 av Methuen i London, och i New York av Macmillan.